# Polyosma hirsuta
Polyosma hirsuta är en tvåhjärtbladig växtart som beskrevs av C T. White. Polyosma hirsuta ingår i släktet Polyosma och familjen Escalloniaceae. Inga underarter finns listade i Catalogue of Life.